# 阿吕亚泰斯
阿吕亚泰斯（希臘語：Ἀλυάττης，？—前560年，公元前610年—公元前560年在位）吕底亚第四任国王，帝国的建立者。他继承先辈的事业继续征服希腊伊奥尼亚，其中包括于公元前600年被其摧毁斯穆尔纳，但最终与米利都缔结和约。他曾到德尔菲献祭，他被葬于巨型墓中。

## 扩展阅读
- 本条目包含来自公有领域出版物的文本: Chisholm, Hugh (编).  (第11版). London: Cambridge University Press. 1911.
- Nos ancêtres de l'Antiquité （页面存档备份，存于）, 1991, Christian Settipani, p. 152